# Crawinkel
Crawinkel ist ein Ortsteil von Ohrdruf im thüringischen Landkreis Gotha.

## Geografie
Crawinkel befindet sich am Nordrand des Thüringer Waldes. Die Kreisstadt Gotha liegt etwa 20 Kilometer, die Landeshauptstadt Erfurt etwa 30 Kilometer nördlich. Das Wintersportzentrum Oberhof liegt ca. 10 km entfernt.

## Geschichte

### Von der Ersterwähnung bis 1900
Die erste urkundliche Erwähnung Crawinkels erfolgte 1088 in den Annalen des Klosters von Goseck als Cravunkele.  Zuvor sollen bereits an dieser Stelle die Grafen von Kevernburg um das Jahr 1065 eine Marienkapelle zum Gebet für den gesegneten Übergang über den Rennsteig begründet haben – die Gravincella.
Der Ort gehörte zum Amt Wachsenburg, welches 1640 zum Herzogtum Sachsen-Gotha, ab 1672 zum Herzogtum Sachsen-Gotha-Altenburg und 1826 zum Herzogtum Sachsen-Coburg und Gotha kam.
Zu Crawinkel bemerkt Galletti in seiner topographisch-historischen Beschreibung des Gothaer Herzogtums von 1780:
Wegen seiner hohen Lage hat der Ort gesunde Luft. Pflaster- und Kalksteine gibt es in Menge und es werden auch gute Mühlsteine gebrochen. An gesundem Wasser fehlt es auch nicht und im Orte befinden sich viele Springbrunnen. Ein kleiner Bach, welcher den Ort durchfließt, treibt eine Mühle. Es sind auch verschiedene Teiche da. Der Ackerbau ist, wie in Waldgegenden gewöhnlich, mittelmäßig und mühsam. Desto besser ist die Trift (Viehwirtschaft).
In Urkunden wird der Ort Gravincella (Grafenzella) genannt, und wahrscheinlich hat er, ebenso wie Gräfenhain und Gräfenroda, den Grafen von Kevernburg oder von Gleichen, seinen Ursprung zu verdanken. Es gab im Mittelalter auch Herren von Crawinkel. Das Dorf wurde 1624 (falsch 1664) von einer Feuersbrunst heimgesucht, welche die Kirche, das Pfarr- und Schulhaus, das Schenk- und Malshaus, 113 Wohnhäuser und 116 Scheunen verzehrte. Es ist ziemlich groß, denn es hat 209 Häuser und 934 Einwohner. Von 1773 bis 1779 zählte man 40 Ehen, 142 Gebohrene und 110 Verstorbene...
Unter den Einwohnern gibt es viele Zimmerleute, Köhler, Kienrußbrenner und Holzhauer. Der Kienruß wird weit weggefahren und die Fuhrleute bringen dafür andere Waren mit zurück. Im Sommer tragen die vielerlei Arten von Beeren, welche in dem Walde wachsen, etwas zur Nahrung der Einwohner bei. Diese dürfen auch dreimal in der Woche in dem herrschaftlichen Walde Holz lesen. Die Gemeinde besitzt ein Stück Holz.
Sie hat auch die Brau- und Schenkgerechtigkeit, ingleich das Recht einen Weißbecker zu halten. Zu Ohrdruf haben die Crawinkler einerlei Marktrecht mit den Bürgern. Wegen der Landstraße, welche über den Wald führt, gibt es hier drei Gasthöfe. Die alte Marienkapelle wurde 1613 zu einer Kirche umgebaut, welche aber 1624 mit abbrannte. Sie mußte also wieder neu aufgeführt werden. Vor der Reformation soll das Stift zu Breitenbach Lehnsherr dieser Kirche gewesen sein.

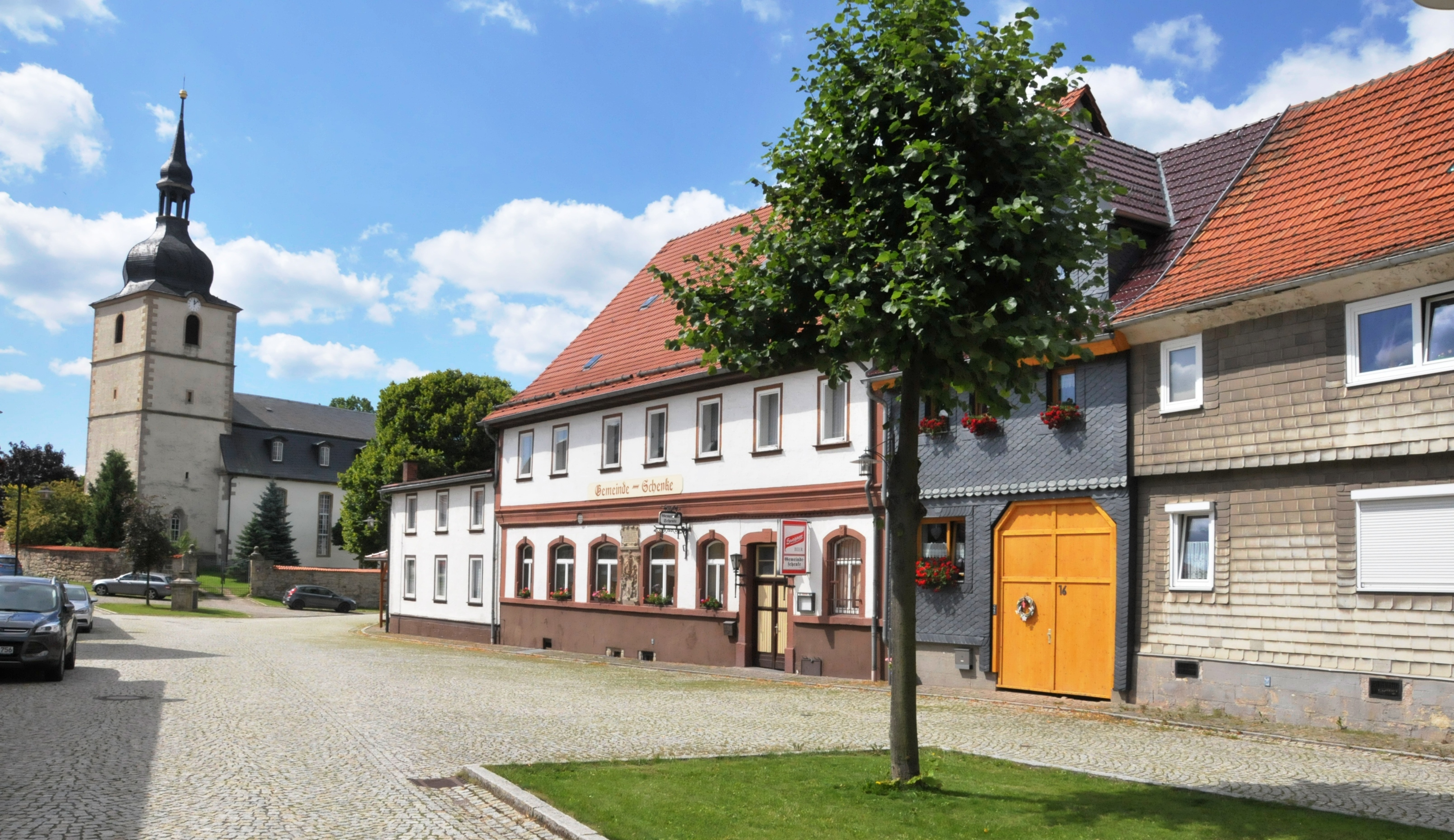
Am Marktplatz mit Gemeindeschänke und Kirche

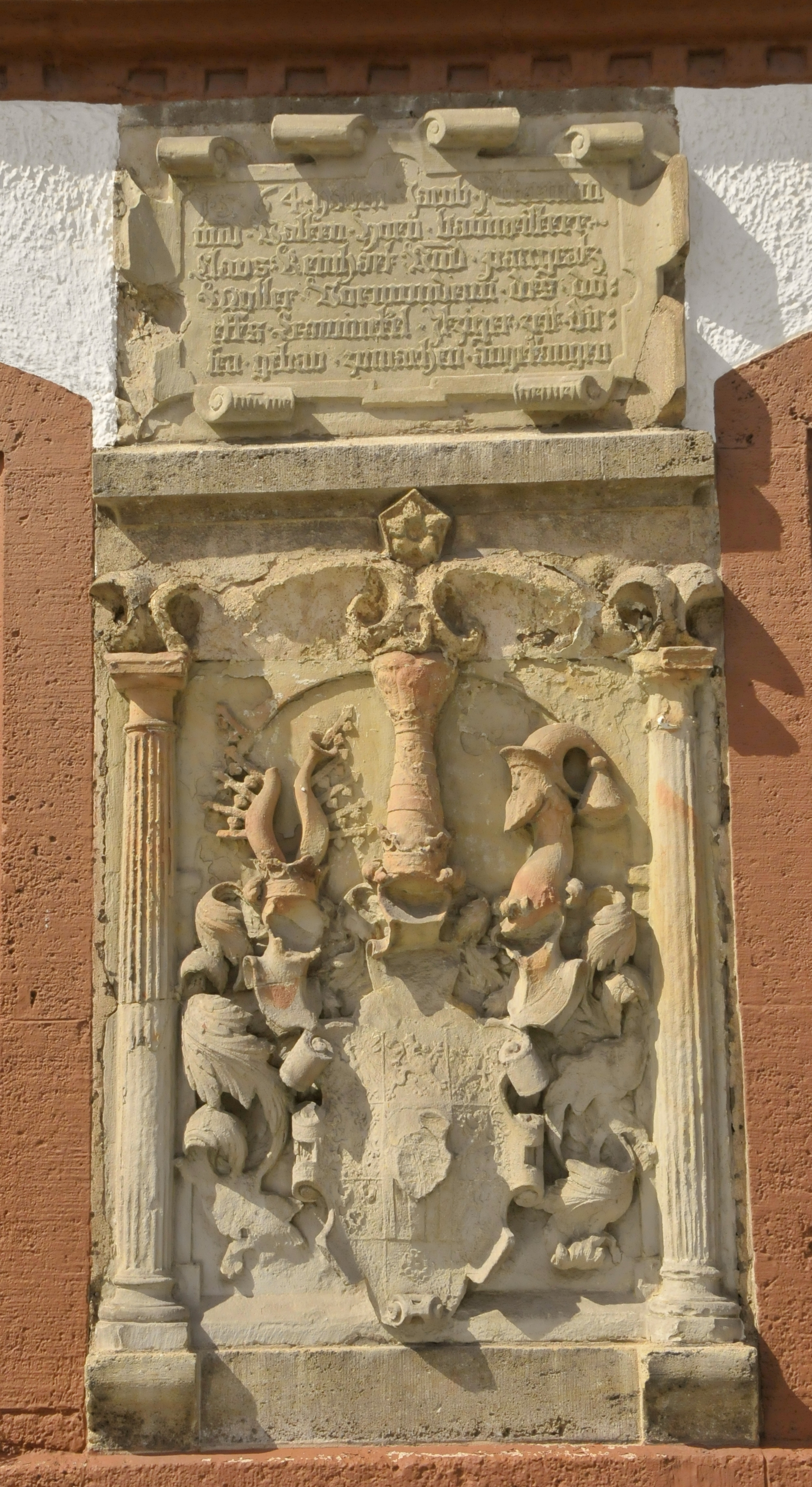
Wappenstein an der Gemeindeschänke

Das Leben des Dorfes basierte auf verschiedenen Erwerbszweigen. Wichtig war der Mühlsteinbruch nahe dem Lütsche-Dorf. Zum anderen war es das Fuhrmannswesen, das durch die Lage des Ortes an der wichtigen Handelsstraße zwischen der Bischofsstadt Erfurt und der Handelsmetropole Nürnberg gute Voraussetzungen schuf. Aufgrund der Ausdehnung des Thüringer Waldes konnten die teilweise engen und steil ansteigenden Handelsstraßen nicht umgangen werden. Eine dieser Straßen führte von Arnstadt nach Crawinkel und durch die Steiger Hohle (Taleinschnitt am Steigerberg bei Frankenhain) nach Oberhof und über den Rennsteig nach Zella St. Blasii. Die Steiger Hohle war sehr eng, und so wurde die Übereinkunft getroffen, dass Fuhrwerke vormittags nur bergauf und nachmittags bergab die Straße befahren durften. Wer also zu spät in Crawinkel ankam, um weiter bergauf zu fahren, musste den nächsten Tag abwarten und im Ort übernachten. Da die stets wechselnde Einbahnstraße zu dieser Zeit nicht vor Überfällen sicher war, benötigte man zusätzliches bewaffnetes Geleit für die Fuhrwerke. Um die Handelsstraße entwickelte sich daher weiteres Handwerk und vor allem Gaststätten und Rasthäuser.
Crawinkel war einst auch einmal ein geschichtlich bedeutendes Zentrum des Thüringer Musikinstrumentenbaus, in dem hervorragende Geigen und Zistern gebaut wurden. Vom einstigen Können der Instrumentenbauer aus Crawinkel zeugen zahlreich erhaltene Instrumente aus dem 18. und 19. Jahrhundert in verschiedenen Museen Europas, so im Bachhaus Eisenach, im Musikinstrumentenmuseum Leipzig, im Hessischen Landesmuseum Darmstadt, im Gemeentemuseum Den Haag und im Heimatmuseum „Alte Mühle“ Crawinkel.

### Nach 1900
Am 1. Dezember 1910 lebten in Crawinkel 1740 Einwohner.
Das Dorf Crawinkel wurde durch seine Nähe zum Jonastal während der Endphase des Zweiten Weltkrieges der wichtigste Materialumschlagplatz für eines der geheimsten Bauvorhaben im Dritten Reich unter der Bezeichnung S III. Im Jonastal und unter dem Truppenübungsplatz Ohrdruf wurde mutmaßlich eines der Ausweich-Führerhauptquartiere gebaut. Von Crawinkel aus führte eine Feldbahnverbindung bis direkt vor das Stollensystem. Das Dorf wurde im April durch Luftangriffe und Artilleriebeschuss zu zwei Dritteln zerstört. Kurz vorher wurde der geschichtsträchtige Waffenstillstandswaggon von Compiègne in unmittelbarer Nähe zum Crawinkler Bahnhof abgestellt. Etwas davon entfernt fiel er um den 12. April 1945 einem Brand zum Opfer, dessen Ursache nicht zweifelsfrei fest steht. Als Zeichen der deutsch-französischen Versöhnung wurde 1994 im Wald von Compiègne eine Eiche aus Crawinkel gepflanzt.
Mehr als hundert Zwangsarbeiter verschiedener Länder arbeiteten in der nahe dem Ort gelegenen Luftmunitionsanstalt 1/IV, die seit 1934 gebaut und am 10. Mai 1935 eingeweiht worden war. Ab Januar 1945 wurden die erdüberdeckten Munitionsbunker auch immer mehr zur Unterbringung von bis zu 3000 KZ-Häftlingen aus Buchenwald umfunktioniert. Das so genannte Lager C war ein Außenlager des Außenkommandos S III von Buchenwald in das Zwangsarbeitslager Ohrdruf. Viele der Häftlinge kamen bei einem Todesmarsch im April 1945 ums Leben.
Ab dem 1. Juli 1945 wurde das Dorf Teil der Sowjetischen Besatzungszone, ab 7. Oktober 1949 der DDR. Mit der Gebietsreform 1952 kam es zum Kreis Arnstadt, seit 1994 ist es wieder Teil des Landkreises Gotha. Diese von den Crawinkler Bürgern gewollte Eingliederung in den Landkreis Gotha führte kurz danach zu massiven Protesten der Bürger, bis hin zur Blockierung der durch den Ort führenden Bundesstraße 88. Grund der letztlich ergebnislosen Proteste waren die deutlich höheren kommunalen Abgaben des Landkreises Gotha.
Am 1. Januar 2019 wurde die selbständige Gemeinde Crawinkel in die Stadt Ohrdruf eingegliedert. Zuvor war Ohrdruf bereits erfüllende Gemeinde für Crawinkel.

### Verkehr

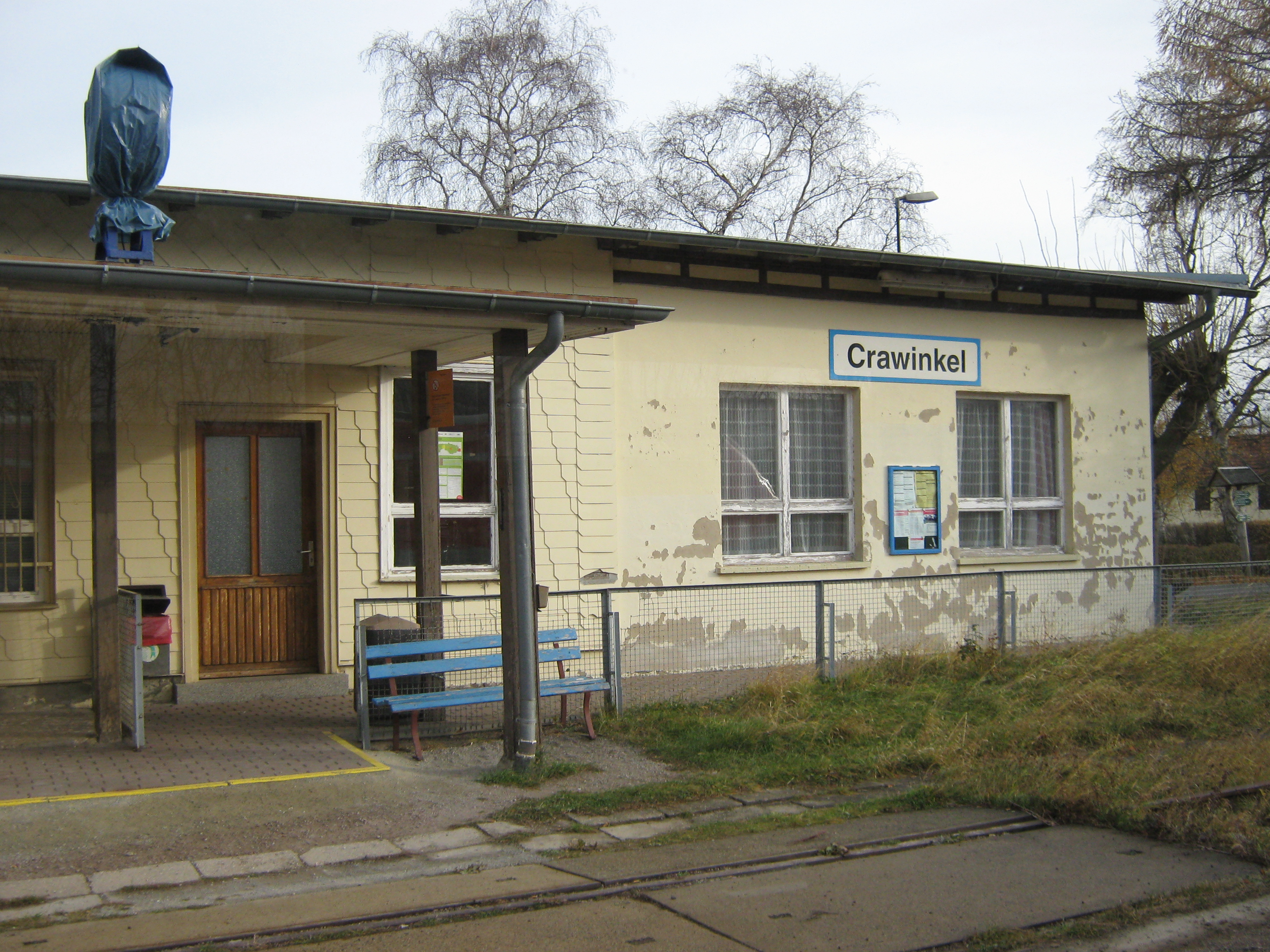
Bahnhof Crawinkel 2011; jetzt abgerissen

Der Ort liegt an der B88. Zu DDR-Zeiten herrschte auf ihr reger Verkehr, auch zweigte in Crawinkel die wichtige Passstraße nach Oberhof von ihr ab. Mit der Eröffnung der Thüringer-Wald-Autobahn A71 ging der Verkehr auf der B88 jedoch stark zurück. Fernverkehr gibt es auf ihr nur noch in sehr geringem Umfang.
Crawinkel liegt an der Bahnstrecke Gotha–Gräfenroda, welche den Ort 1892 erreichte. Der ursprüngliche Plan der Gothaer Herzöge, diese Bahn zur Hauptstrecke zum herzoglichen Erholungsort Elgersburg auszubauen und über Ilmenau den Thüringer Wald zu überwinden erwies sich aber als viel zu teuer, so dass man die Strecke als Nebenbahn mit engen Radien baute. Seit 2011 findet kein planmäßiger Verkehr auf dieser erst bis 2005 komplett sanierten Strecke mehr statt. Die Strecke von Gotha über Ohrdruf, Crawinkel und Frankenhain zur Hauptbahn Erfurt–Würzburg in Gräfenroda ist noch vorhanden, wird aber nicht mehr planmäßig befahren.
Durch Crawinkel führen der Radwanderweg Bach-Rad-Erlebnis-Route und der Radfernweg Waldrandroute.

### Friedrichsanfang
Der Ort Friedrichsanfang wurde 1859 nach Crawinkel eingemeindet. Friedrichsanfang entstand als eine Kolonistensiedlung und wurde auf Betreiben der herzoglichen Forstverwaltung im 17. Jahrhundert angelegt, sie bestand im Jahre 1780 aus einem Wirtshaus und drei Waldbauernhäusern. Die Lebensbedingungen waren viel härter als in der Crawinkler Gemeinde. Den Kolonisten mangelte es an Geld und Arbeitsgelegenheiten, um ihren Lebensunterhalt zu verdienen. Im Jahr 1858 wurde der zuständige Landrat in Ohrdruf von der herzoglichen Verwaltung beauftragt, die Kleinsiedlung Friedrichsanfang, nun bestehend aus 10 Häusern und etwa 50 Einwohnern, nach Crawinkel einzugemeinden. Der Plan stieß sofort auf erbitterten Widerstand bei der Crawinkler Bevölkerung. Man sah sich als Opfer einer staatlichen Willkürmaßnahme und protestierte beim Herzoglichen Staatsministerium. Grund für die Querelen war der Umstand, dass einige in Friedrichsanfang lebende Familien durch die widrigen Lebensumstände seit längerer Zeit auf materielle Unterstützung angewiesen waren. Die Crawinkler forderten eine staatliche Beteiligung von 1.000 Talern, um diesen Familien zu helfen, doch zu dieser Zeit gab es keine Sozialversicherung und der Landrat verweigerte im Auftrag der Regierung diese hohe Summe. Nach einer Dringlichkeitssitzung erhielt der Gemeindevorsteher eine Bewilligung über maximal 200 Reichstaler und gab dem Druck der Behörde nach. Am 30. Januar 1859 wurde Friedrichsanfang nach Crawinkel eingemeindet.

### Stadtrecht
Tatsächlich scheint Crawinkel im Mittelalter das Stadtrecht erhalten zu haben. Es gibt dafür keine Urkunde, aber schon in einem Dokument von 1340 wird Crawinkel als Stadt bezeichnet. Auch in einem Diplom des Landgrafen Friedrich von Thüringen wird Crawinkel 1360 als Stadt bezeichnet. Unwahrscheinlich wäre das nicht, denn Crawinkel war im Mittelalter ein verhältnismäßig großer Ort am Beginn der wichtigen Passstraße über den Thüringer Wald bei Oberhof auf dem Handelsweg Erfurt–Nürnberg/Würzburg. Neben dem damals auf der Strecke bedeutenden Herbergswesen und dem Vorspann ab Crawinkel auf der Passstraße hatte Crawinkel auch ein bedeutendes Handwerk mit den Steinbrüchen und den Flößern auf dem Leinakanal. Für das Stadtrecht spricht auch der dreieckige Platz vor der Gemeindeschenke, welcher noch heute als „Markt“ bezeichnet wird. Im Mittelalter hingen das Marktrecht und das Stadtrecht in der Regel zusammen. Ein weiteres Indiz für das Stadtrecht ist, dass die Gemeindeschenke lange Zeit den Namen „Der alte Ratskeller“ führte. Aus der Mitte des 20. Jahrhunderts stammen noch Angaben von Einwohnern, wonach in eben jenem Ratskeller, dessen Gebäude wohl das Rathaus war, die Ratsherren ihre Sitzungen abhielten. Sie saßen erhöht auf einem Podest an ihrem „Herrentisch“. Dieser Tisch stand noch lange im später angebauten Saal. Die laufenden Akten der Ratsherren hatten ihren Platz in einem abschließbaren Wandschränkchen in der Gaststube. Ältere Schriftstücke und Urkunden lagen in einer großen Holztruhe auf dem Dachboden des Hauses. Die Truhe ist bis in die 1950er Jahre auf dem Dachboden noch nachgewiesen.
Entsprechend alten Überlieferungen hat Crawinkel sein Stadtrecht an Ohrdruf verkauft oder verloren. Eine Version der Geschichte besagt, dass Crawinkel nach dem großen Brand von 1624 sehr verarmte und das Stadtrecht für 100 Taler an Ohrdruf verkauft hat, um mit dem Geld die Kirche wiederaufzubauen.

## Politik

### Ehemaliger Gemeinderat
Der Gemeinderat bestand bis zur Eingemeindung nach Ohrdruf aus 12 Ratsfrauen und -herren.
| Sitzverteilung des Gemeinderates 2014Insgesamt 12 Sitze - CDU: 6 - SPD: 5 - AfC: 1 |                                             |                                             |        |          |        |          |        |          |        |          |        |        |  |      |      |
| Parteien und Wählergemeinschaften                                                  | Parteien und Wählergemeinschaften           | 2014                                        | 2014   |          | 2009   | 2009     |        | 2004     | 2004   |          | 1999   | 1999   |  | 1994 | 1994 |
| Parteien und Wählergemeinschaften                                                  | Parteien und Wählergemeinschaften           | Anteil a                                    | Sitze  | Anteil a | Sitze  | Anteil a | Sitze  | Anteil a | Sitze  | Anteil a | Sitze  |        |  |      |      |
| Christlich Demokratische Union Deutschlands                                        | CDU                                         | 46,8                                        | 6      | 22,8     | 3      | 36,3     | 4      | 37,0     | 5      | 15,3     | 2      |        |  |      |      |
| Sozialdemokratische Partei Deutschlands                                            | SPD                                         | 40,7                                        | 5      | 65,1     | 8      | 55,2     | 7      | 36,7     | 4      | 29,7     | 4      |        |  |      |      |
| Alternativen für Crawinkel                                                         | AfC                                         | 12,5                                        | 1      | 12,1     | 1      | —        | —      | —        | —      | —        | —      |        |  |      |      |
| Unabhängige Wählergemeinschaft Crawinkel                                           | UWG C                                       | —                                           | —      | —        | —      | 8,5      | 1      | 26,3     | 3      | —        | —      |        |  |      |      |
| Deutsche Soziale Union                                                             | DSU                                         | —                                           | —      | —        | —      | —        | —      | —        | —      | 46,4     | 6      |        |  |      |      |
| Freie Demokratische Partei                                                         | FDP                                         | —                                           | —      | —        | —      | —        | —      | —        | —      | 5,0      | —      |        |  |      |      |
| Unabhängige Wählergemeinschaft                                                     | UW                                          | —                                           | —      | —        | —      | —        | —      | —        | —      | 3,6      | —      |        |  |      |      |
| prozentualer Anteil ungültiger Stimmabgaben                                        | prozentualer Anteil ungültiger Stimmabgaben | prozentualer Anteil ungültiger Stimmabgaben | 5,6    |          | 4,5    |          | 5,9    |          | 4,0    |          | 3,8    |        |  |      |      |
| Sitze gesamt                                                                       | Sitze gesamt                                | Sitze gesamt                                | 12     | 12       | 12     | 12       | 12     | 12       | 12     | 12       | 12     | 12     |  |      |      |
| Wahlbeteiligung                                                                    | Wahlbeteiligung                             | Wahlbeteiligung                             | 66,7 % | 66,7 %   | 59,4 % | 59,4 %   | 63,5 % | 63,5 %   | 72,4 % | 72,4 %   | 83,3 % | 83,3 % |  |      |      |

### (Ortsteil-)Bürgermeister
Der Ortsteilbürgermeister von Crawinkel ist Heinrich Josef Bley (parteilos, früher CDU). Bley wurde am 6. Oktober 2013 zum ehrenamtlichen Bürgermeister der damals noch selbständigen Gemeinde gewählt, nach der Eingemeindung nach Ohrdruf übt er das Amt des Ortsteilbürgermeisters aus. Am 27. Oktober 2019 wurde er in diesem Amt bestätigt. Zuvor waren von 1994 bis 1999 Wolfgang Klimt (DSU), von 1999 bis 2010 Stefan Schambach (SPD) und von 2010 bis 2013 Onno Eckert (SPD) die ehrenamtlichen Bürgermeister von Crawinkel.

### Wappen
Blasonierung: „In Rot eine goldene mit einem nach rechts gewendeten aufgerichteten schwarzen Ross belegte, bis zum Schildhaupt aufsteigende Spitze, vorn ein silbernes sechsspeichiges Rad und hinten ein silberner Mühlstein.“

### Gemeindepartnerschaften
Seit Juli 1992 existiert eine Partnerschaft mit der Gemeinde Juniville in Frankreich.
Außerdem besteht eine Partnerschaft mit der baden-württembergischen Gemeinde Kusterdingen.

## Kultur und Sehenswürdigkeiten

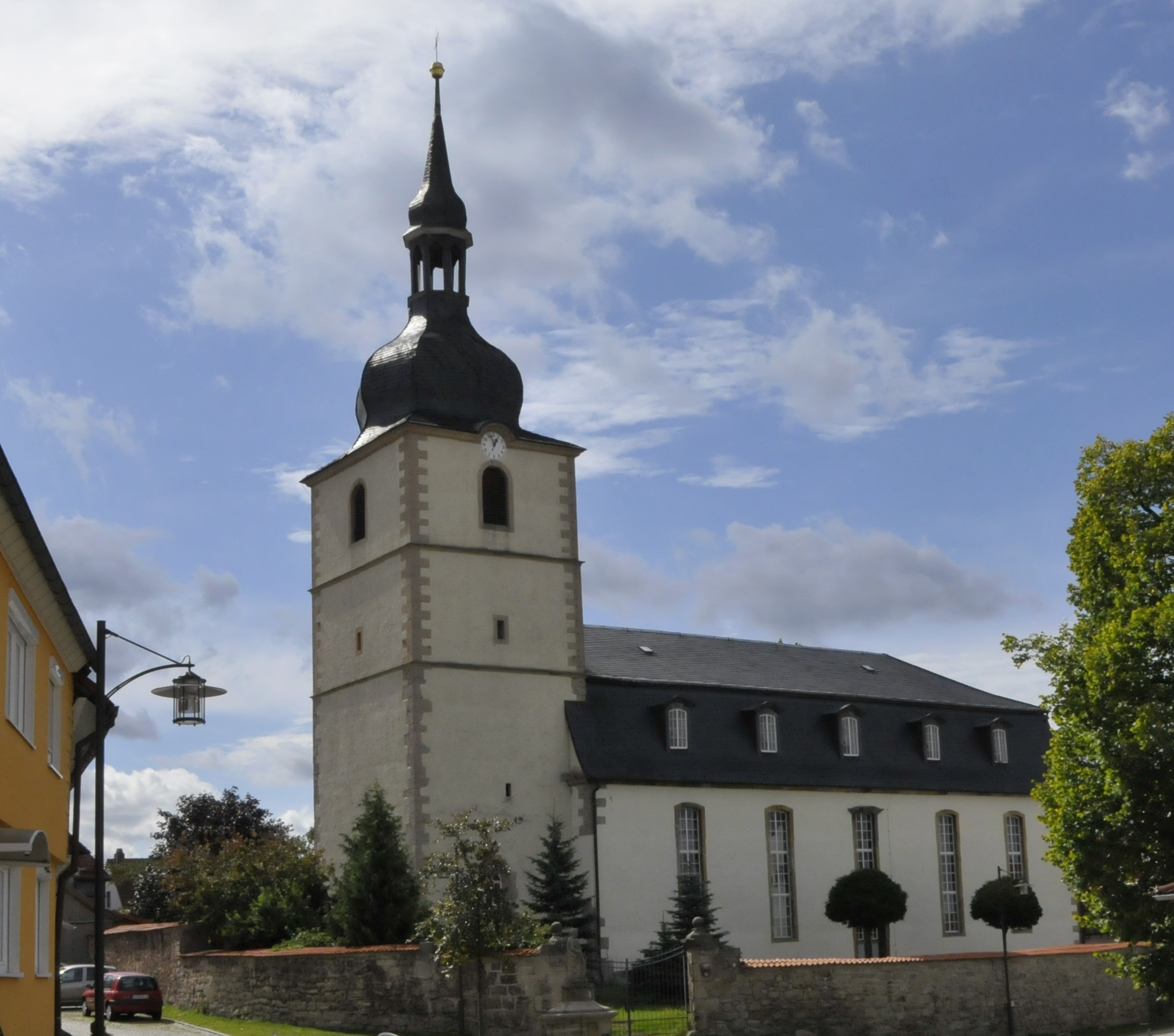
Marienkirche (Crawinkel)

### Bauwerke

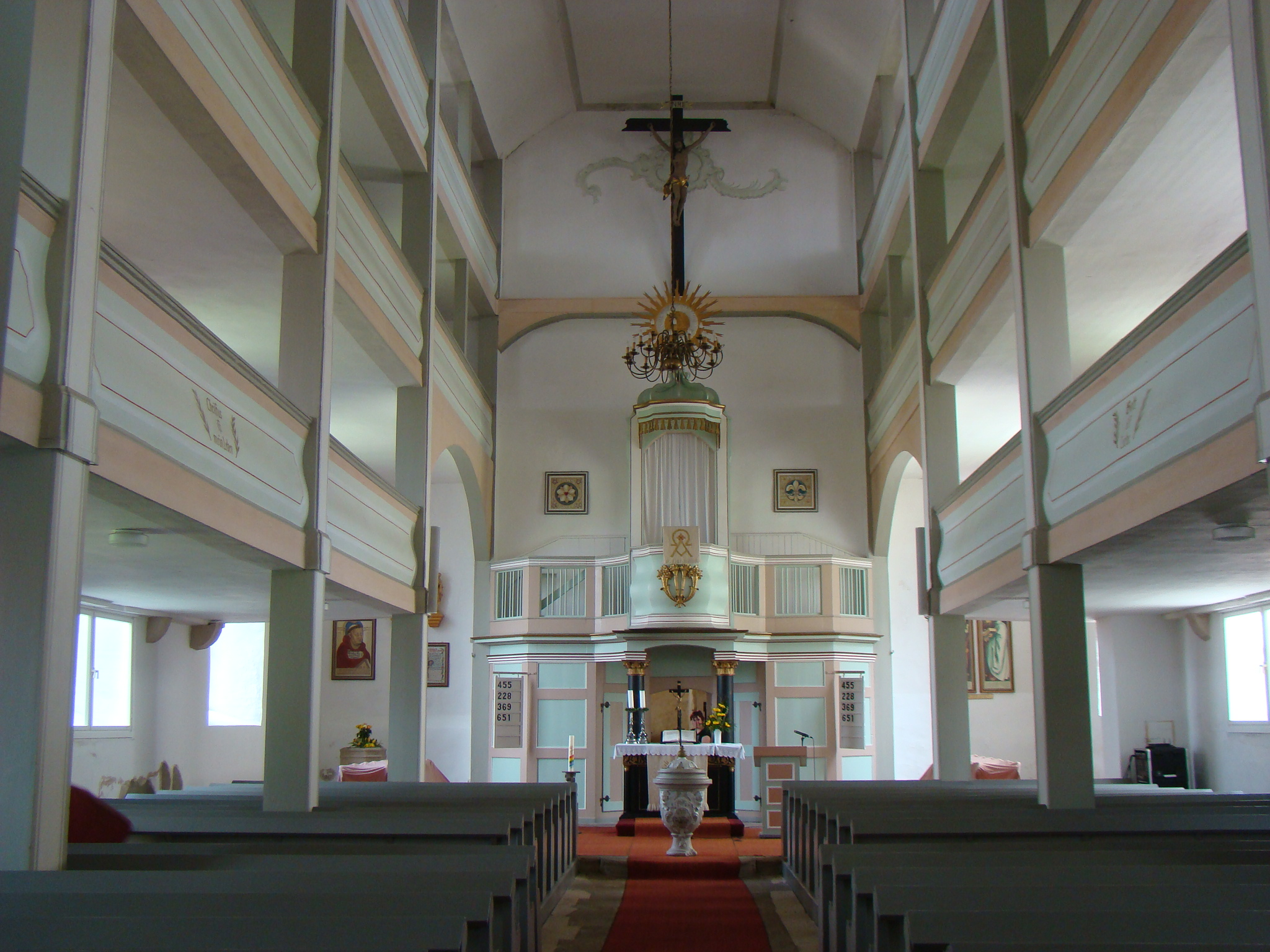
Das Kircheninnere

- Zu den Sehenswürdigkeiten der Gemeinde zählt die Marienkirche aus dem Jahre 1758. Der Turm mit gotischem Gewölbe und die Inschrift in der Sakristei von 1421 sind die ältesten erhaltenen Gebäudeteile. 1613/14 entstand aus dieser Kapelle eine Kirche. Am 4. Mai 1624, bei einer verheerenden Feuersbrunst im Dreißigjährigen Krieg, wurde diese neben 113 Wohngebäuden und 116 Scheunen Opfer der Flammen. Der Nachfolgebau wurde unter Einbeziehung des noch vorhandenen Mauerwerks und Turms ab 1754 verändert, die barocke Innenausstattung mit den dreigeschossigen Emporen stammt von 1758, der Taufstein von 1781. Vom 7. bis 11. April 1945 erlebte Crawinkel heftige Kämpfe, bei denen auch die Kirche schwere Schäden erlitt. Die SS hatte verhindert, dass an der Kirchturmspitze die Weiße Fahne gehisst wurde. Etwa 75 Prozent der örtlichen Bausubstanz waren betroffen, 67 Häuser total zerstört, 12 Bürger verloren ihr Leben.

Um 1980 war die Kirche einsturzgefährdet, außerdem stellte man im Mauerwerk einen starken Hausschwammbefall fest, woraufhin die Kirche von 1988 bis 1991 saniert wurde. 1999–2002 wurde die aus der Klosterkirche in Bad Klosterlausnitz stammende Poppe-Orgel von 1866 in Dienst genommen. Der Einbau erfolgte nach der Sanierung der Orgel 2001 von der  Werkstatt Rösel & Hercher Orgelbau aus Saalfeld. Die Kirche ist großräumig von einer alten Wehrmauer umgeben.

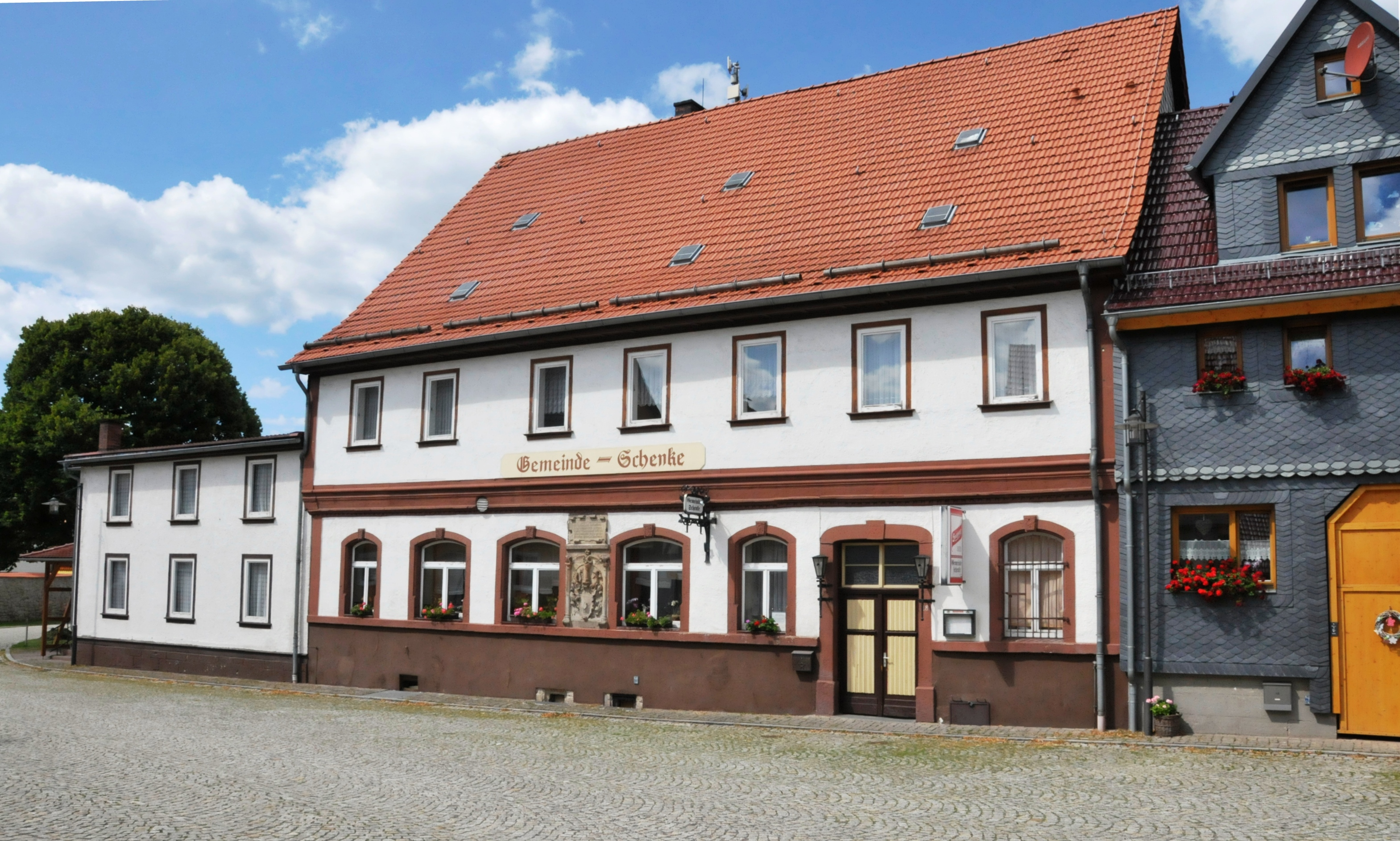
Die Gemeinde-Schenke (2017)

- Die Historische Gemeindeschenke auf dem Marktplatz entstand 1564, im alten Ratskeller wurden die Geschicke des Dorfes verhandelt. Eine Reliefsteinplatte neben der Eingangstür erinnert an die Grundsteinlegung. Das Gebäude verfügt über einen kreuzgewölbten Keller mit Kellermauern von bis zu 1,85 m Dicke. Die Dicke der Mauern sind „ein ungelöstes Rätsel“, wie auf einer Infotafel steht. In der Kellerwand Richtung Kirche scheint sich ein größerer Durchgang befunden zu haben. Vielleicht handelt es sich bei dem Gebäude um die Reste eines früheren Klosters oder einer Münzprägestätte.[16]
- Unweit von Crawinkel befinden sich Stollenanlagen im Jonastal.

### Gedenkstätten
- Ein Denkmal auf dem Ortsfriedhof erinnert an 13 KZ-Häftlinge und Zwangsarbeiter, die während ihrer Zwangsarbeit ums Leben kamen oder bei einem Todesmarsch im April 1945 von SS-Männern ermordet wurden. Ein Gemeinschaftsgrab mit Grabstein ehrt drei namentlich genannte Polen, die Opfer von Zwangsarbeit wurden. Eine weitere Grabstätte mit Grabstein erinnert an ein namentlich genanntes jugoslawisches Opfer.
- Eine Stele aus dem Jahr 1984 in der Erfurter Straße erinnert an die Opfer des Todesmarsches vom April 1945
- An die Zerstörung des Waffenstillstandswagens von Compiègne gegen Ende des Zweiten Weltkrieges in Nähe des Crawinkler Bahnhofs erinnern ein Gedenkstein und ein Prellbock am Juniville-Platz. Weitere Informationen hierzu bietet das Gemeindezentrum Alte Mühle.

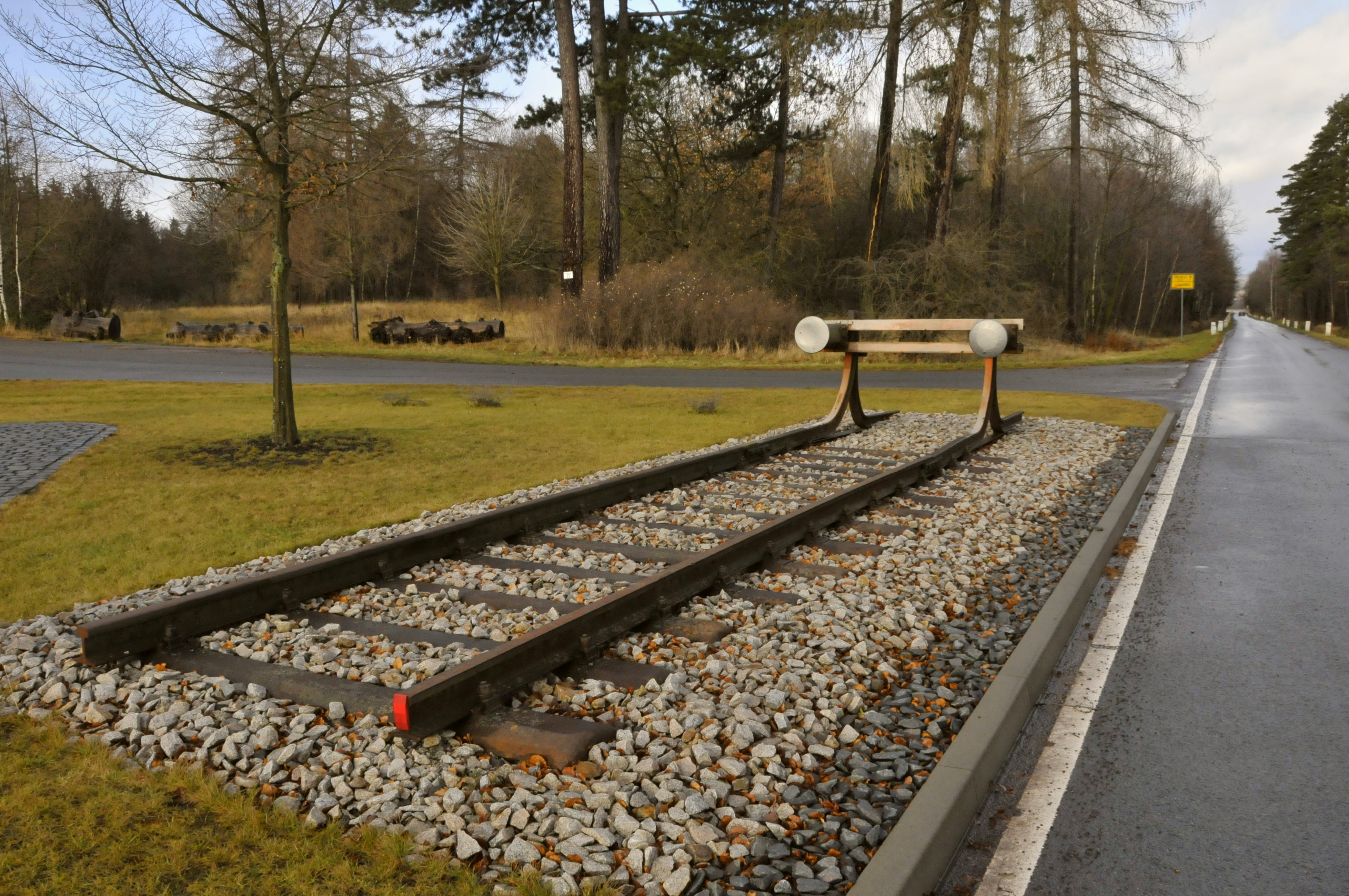
Prellbock zur Erinnerung an den letzten Standort des Waggons in Crawinkel
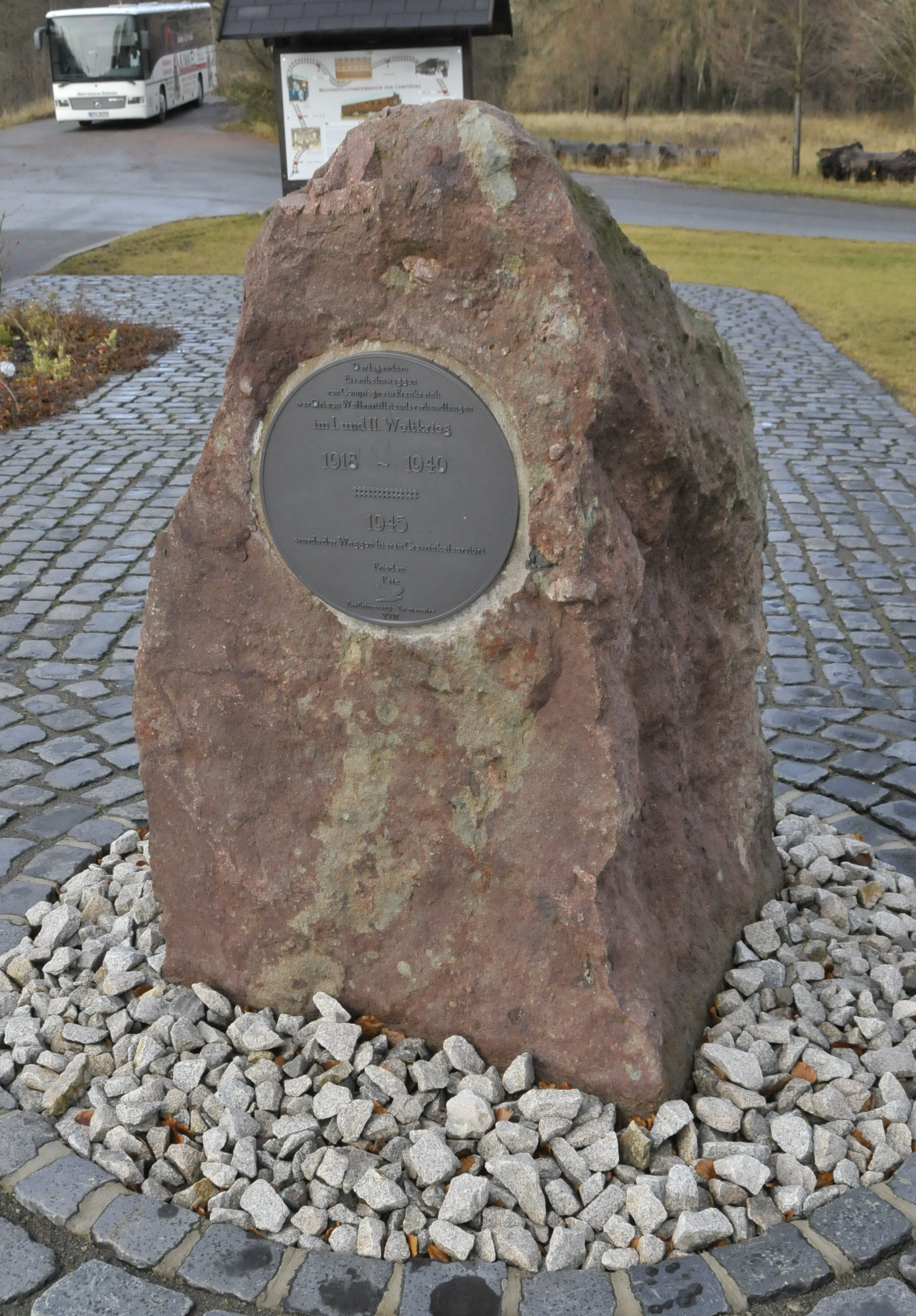
Gedenkstein
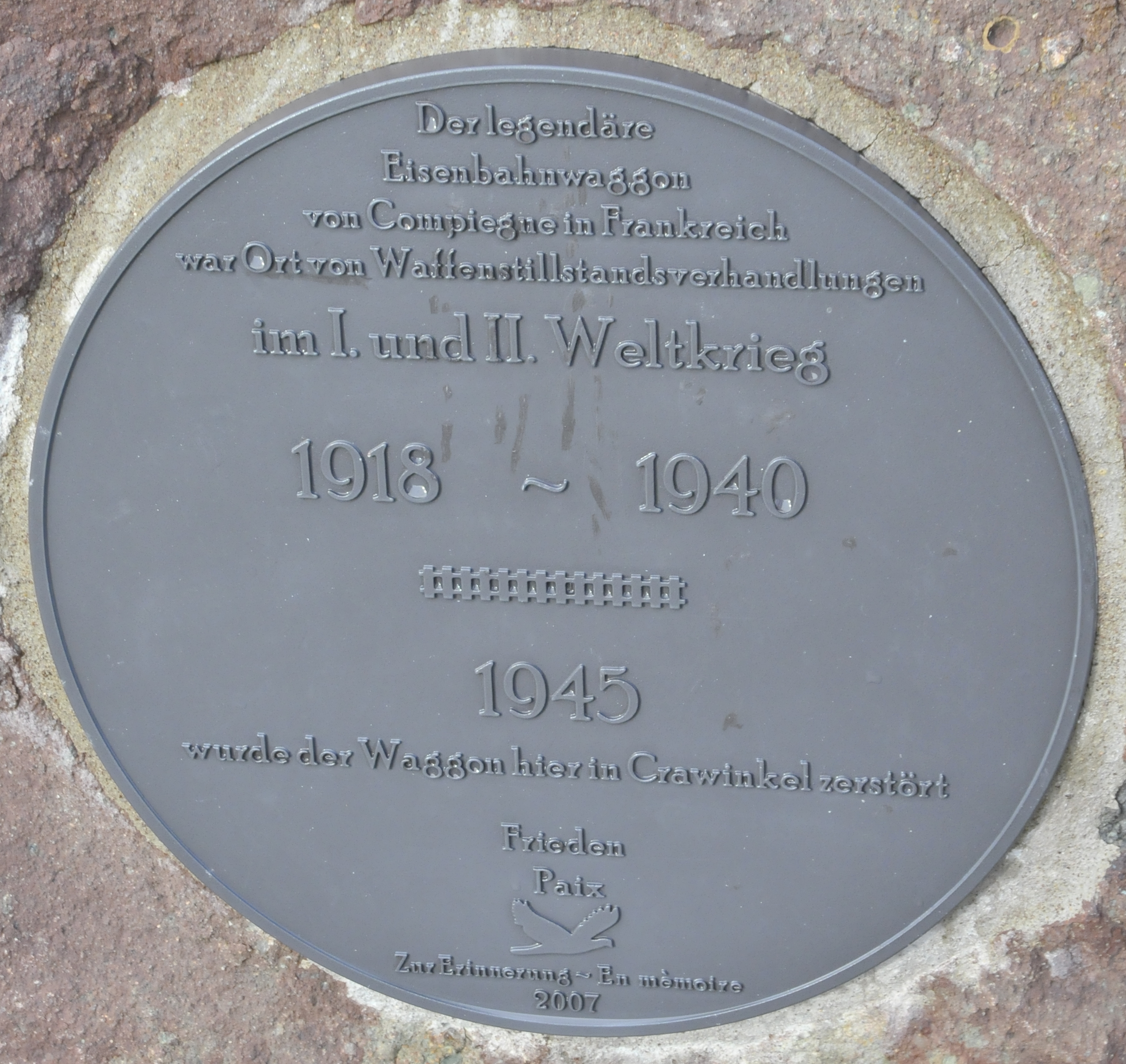
Plakette auf dem Gedenkstein

### Sport
In der Nähe der Gemeinde befindet sich das Ultraleichtfluggelände Crawinkel mit dem Luftsportzentrum Crawinkel und dem Segelflugclub Crawinkel. Das Gebiet der Gemeinde gilt aufgrund der besonderen thermischen Bedingungen als günstig für das Hängegleiter- und Gleitschirmfliegen sowie für den Segelflug.
Der Platz bietet den direkten Thermik- und Leewellen-Einstieg zum Gebirge durch optimale Lage am Rennsteig des Thüringer Waldes. Bei Wellenfluglage (Wind aus SW) steht die Haupt-Welle des Thüringer Mittelgebirges in unmittelbarer Nähe des Flugplatzes Crawinkel.
Einer der vielen Vereine in Crawinkel ist der Sportverein SG Jugendkraft Crawinkel e. V. Er besteht aus sieben Abteilungen (Fußball, Gewichtheben, Gymnastik, Kegeln, Ski, Tischtennis und Volleyball).

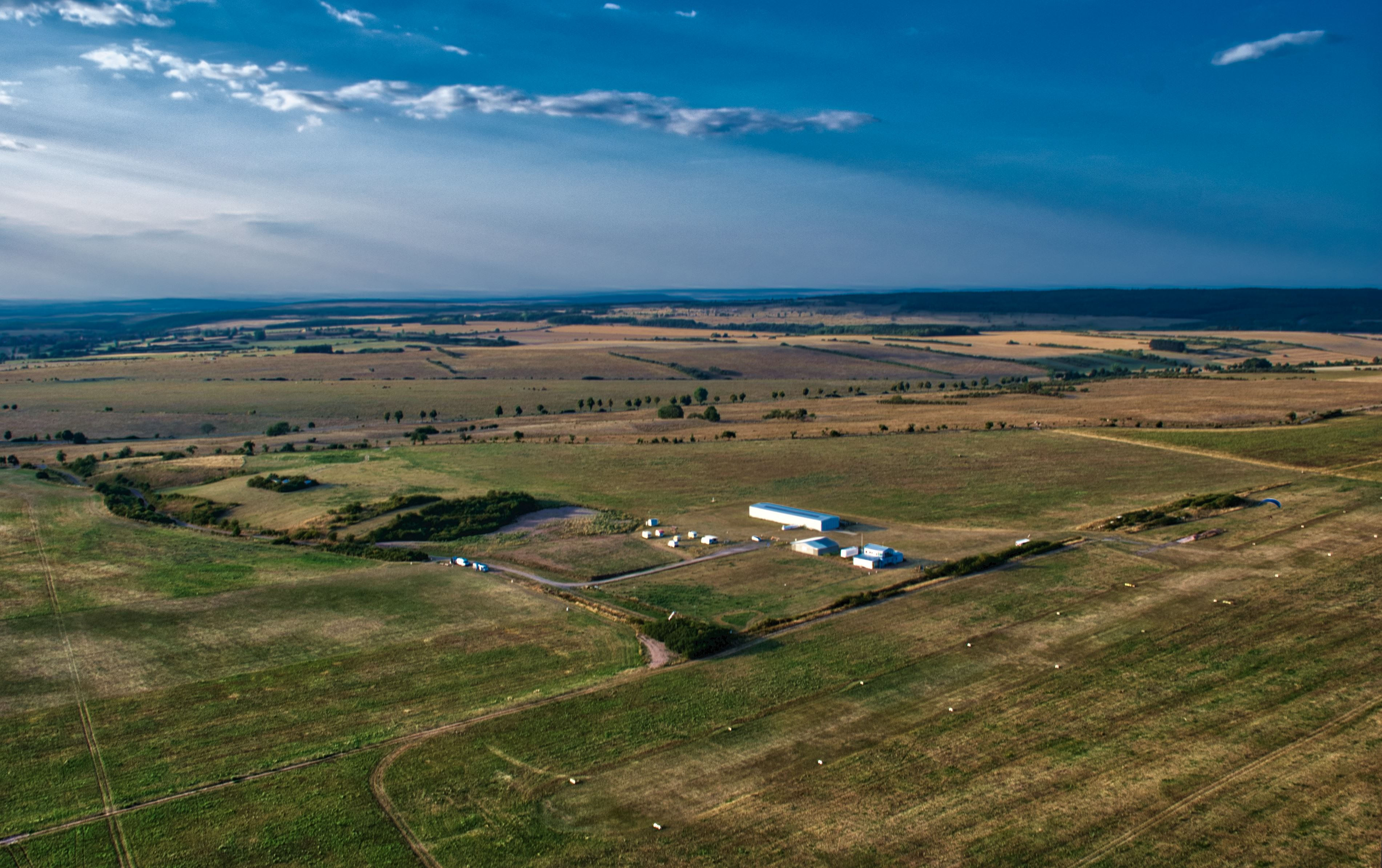
Sonderlandeplatz Crawinkel in der „Thüringeti“

Nördlich von Crawinkel befindet sich der Modellflugplatz des Motorflugclubs MFC Crawinkel. Der Modellflugplatz ist vom Luftfahrt-Bundesamt zugelassen. Der ModellFliegerClub Crawinkel besteht seit 1962.

## Persönlichkeiten

### Söhne und Töchter des Ortes
- Karl Friedrich Andreas Jacobi (1795–1855), Mathematiker und Lehrer
- Friedrich Triebel (1888–1960), NSDAP-Politiker
- Fritz Mey (1904–1993), Zirkusdirektor, Träger des Bundesverdienstkreuzes
- Roland Möller (1935–2017), Restaurator und Denkmalpfleger
- Peter Kraußer (* 1941), ehemaliger Funktionär der SED in der DDR

### Personen, die mit dem Ort in Verbindung stehen
- Petra Heß (* 1959), SPD-Politikerin, lebt hier
- Katrin Weißensee (* 1976), Sandmalerin, hier aufgewachsen